# Rick Houenipwela
Rick Houenipwela, souvent appelé Rick Hou, né le 8 août 1958, est un homme d'État salomonais, Premier ministre du 15 novembre 2017 au 24 avril 2019.

## Biographie
Titulaire d'une licence en comptabilité, il est gouverneur de la Banque centrale des Salomon durant une quinzaine d'années, puis devient conseiller du directeur général de la Banque mondiale, avant d'entrer en politique. En 2003, le magazine Islands Business lui décerne le titre de personnalité de l'année pour la région Pacifique, pour ses qualités comme gouverneur de la Banque centrale. En 2011, le correspondant Sean Dorney de la Australian Broadcasting Corporation note son engagement contre la déforestation commerciale des Salomon, et le décrit comme un homme modeste et courageux, engagé contre les entreprises pillant les ressources du pays, et ayant su tenir tête aux milices armées qui le menaçaient durant les conflits inter-ethniques au début des années 2000. La même année, le journal Solomon Times le décrit comme un homme intègre qui a résisté à la tentation de la corruption et aux pressions de milices qui auraient souhaité « ruiner le pays durant le conflit ethnique »,,,.
Il est élu député au Parlement national lors des élections législatives d'août 2010, représentant le Parti démocrate et la circonscription de Malaita-sud. Le chef du parti, Steve Abana, devient chef de l'opposition parlementaire et nomme Rick Hou ministre fantôme des Finances dans le cabinet fantôme. Début avril 2011, Abana perd la direction de l'opposition et rejoint alors le gouvernement du Premier ministre Danny Philip. Rick Hou l'accompagne, et est nommé ministre des Services publics. Deux mois plus tard, Rick Hou et plusieurs autres ministres quittent le gouvernement, entraînant la destitution de Danny Philip par le Parlement. Le 16 novembre, les députés élisent Gordon Darcy Lilo à la direction du nouveau gouvernement. Ce dernier nomme Rick Hou ministre des Finances.
Nouvellement entré en fonction à ce poste, Rick Hou annonce qu'il souhaite exempter de l'impôt les bas salaires, et plus généralement réduire les impôts pour accroître les profits des entreprises. Il annonce également de nouveaux investissements publics dans les « secteurs productifs » de l'économie, dont l'agriculture, le tourisme et la pêche. Il conserve son siège de député lors des élections législatives de novembre 2014, mais le gouvernement Lilo perd sa majorité, et Rick Hou siège dès lors sur les bancs de l'opposition. En avril 2015, il s'oppose à ce que les députés soient exemptés de l'impôt sur le revenu, et indique qu'il refusera à titre personnel d'en être exempté.
Le 6 novembre 2017, le Premier ministre Manasseh Sogavare est destitué par une motion de censure au Parlement, après la défection de neuf de ses ministres. Sogavare les accuse d'avoir agi ainsi pour empêcher l'introduction au Parlement d'un projet de loi de lutte contre la corruption, et suggère que certains d'entre eux craignaient d'être poursuivis pour corruption,. La branche locale de Transparency International estime elle aussi que les députés ont renversé le gouvernement par crainte d'être mis en cause pour corruption. Néanmoins, c'est Rick Houenipwela qui est élu à sa succession par les députés le 15 novembre. Entrant en fonction le jour même, il promet de faire adopter la loi anti-corruption. Il annonce que ses priorités seront de renforcer l'accès des citoyens au service public de santé dans les zones rurales, de lutter contre la corruption, et d'imposer une rigueur fiscale à ses ministres pour endiguer tout gaspillage d'argent public.
Aux élections législatives d'avril 2019, il ne brigue pas de second mandat à la tête du gouvernement, et c'est son prédécesseur Manasseh Sogavare qui est choisi par les députés pour lui succéder au poste de Premier ministre. Rick Hou devient son ministre de la Planification nationale, mais est limogé en septembre 2019, avec le ministre de la Justice Tautai Kaitu'u, pour n'avoir pas soutenu la décision du gouvernement de rompre les relations diplomatiques avec Taïwan et de reconnaître la république populaire de Chine. Limogé, Rick Hou exprime son inquiétude de voir des entreprises chinoises agir aux Salomon de manière « tout sauf transparente », et pouvant saper les principes de « bonne gouvernance » du pays,.